# Liste der Mitglieder des Althing 2013
Diese Liste der Abgeordneten im Althing listet die Abgeordneten des isländischen Parlaments Althing direkt nach der Parlamentswahl vom 27. April 2013 auf. Die Kommentare beziehen sich auf den letzten Stand vor der Parlamentswahl in Island 2016.
Von den 63 Mandaten entfielen je 19 auf die Unabhängigkeitspartei und die Fortschrittspartei, 9 auf die Allianz, 7 auf die Links-Grüne Bewegung, 6 auf Björt framtíð (Helle Zukunft) und 3 auf die Píratar (Piratenpartei).
| Name                          | Fraktion              | Kommentar |
| ----------------------------- | --------------------- | --- |
| Árni Páll Árnason             | Allianz               | Parteivorsitzender der Allianz 2013–2016 |
| Árni Þór Sigurðsson           | Links-Grüne Bewegung  | Rücktritt 2014, Nachfolgerin: Steinunn Þóra Árnadóttir |
| Ásmundur Einar Daðason        | Fortschrittspartei    | Fraktionsvorsitzender der Fortschrittspartei seit 2015 |
| Ásmundur Friðriksson          | Unabhängigkeitspartei | |
| Birgir Ármannsson             | Unabhängigkeitspartei | |
| Birgitta Jónsdóttir           | Píratar               | Fraktionsvorsitzende der Píratar 2013–2014 und wieder seit 2015, Parteivorsitzende 2014–2015                                                                                                |
| Bjarkey Gunnarsdóttir         | Links-Grüne Bewegung  | |
| Bjarni Benediktsson           | Unabhängigkeitspartei | Finanzminister, Parteivorsitzender der Unabhängigkeitspartei |
| Björt Ólafsdóttir             | Björt framtíð         | |
| Brynhildur Pétursdóttir       | Björt framtíð         | Fraktionsvorsitzende der Björt framtíð seit 2015 |
| Brynjar Níelsson              | Unabhängigkeitspartei | |
| Einar K. Guðfinnsson          | Unabhängigkeitspartei | Parlamentspräsident |
| Elín Hirst                    | Unabhängigkeitspartei | |
| Elsa Lára Arnardóttir         | Fortschrittspartei    | |
| Eygló Harðardóttir            | Fortschrittspartei    | Ministerin für Soziales und Wohnen |
| Frosti Sigurjónsson           | Fortschrittspartei    | |
| Guðbjartur Hannesson          | Allianz               | Gestorben am 23. Oktober 2015, Nachfolgerin: Ólína Kjerúlf Þorvarðardóttir |
| Guðlaugur Þór Þórðarson       | Unabhängigkeitspartei | |
| Guðmundur Steingrímsson       | Björt framtíð         | Parteivorsitzender der Björt framtíð 2013–2015 |
| Gunnar Bragi Sveinsson        | Fortschrittspartei    | Außenminister 2013–2016, Minister für Fischerei und Landwirtschaft ab April 2016 |
| Hanna Birna Kristjánsdóttir   | Unabhängigkeitspartei | Innenministerin vom 23. Mai 2013 bis zum 21. November 2014 |
| Haraldur Benediktsson         | Unabhängigkeitspartei | |
| Haraldur Einarsson            | Fortschrittspartei    | |
| Helgi Hjörvar                 | Allianz               | Fraktionsvorsitzender der Allianz |
| Helgi Hrafn Gunnarsson        | Píratar               | Fraktionsvorsitzender der Píratar 2014–2015, Parteivorsitzender seit 2015 |
| Höskuldur Þórhallsson         | Fortschrittspartei    | |
| Illugi Gunnarsson             | Unabhängigkeitspartei | Bildungsminister |
| Jóhanna María Sigmundsdóttir  | Fortschrittspartei    | Jüngste Person, die jemals ins Althing gewählt wurde |
| Jón Gunnarsson                | Unabhängigkeitspartei | |
| Jón Þór Ólafsson              | Píratar               | Parteivorsitzender der Píratar 2013–2014. Rücktritt 2015, Nachfolgerin im Althing: Ásta Guðrún Helgadóttir                                                                                  |
| Karl Garðarsson               | Fortschrittspartei    | |
| Katrín Jakobsdóttir           | Links-Grüne Bewegung  | Parteivorsitzende der Links-Grünen Bewegung |
| Katrín Júlíusdóttir           | Allianz               | |
| Kristján L. Möller            | Allianz               | |
| Kristján Þór Júlíusson        | Unabhängigkeitspartei | Gesundheitsminister |
| Lilja Rafney Magnúsdóttir     | Links-Grüne Bewegung  | |
| Líneik Anna Sævarsdóttir      | Fortschrittspartei    | |
| Oddný G. Harðardóttir         | Allianz               | Parteivorsitzende der Allianz seit 2016 |
| Óttarr Proppé                 | Björt framtíð         | Parteivorsitzender der Björt framtíð seit 2015 |
| Páll Jóhann Pálsson           | Fortschrittspartei    | |
| Páll Valur Björnsson          | Björt framtíð         | |
| Pétur Haraldsson Blöndal      | Unabhängigkeitspartei | Gestorben am 26. Juni 2015, Nachfolgerin: Sigríður Á. Andersen |
| Ragnheiður E. Árnadóttir      | Unabhängigkeitspartei | Ministerin für Industrie und Handel |
| Ragnheiður Ríkharðsdóttir     | Unabhängigkeitspartei | Fraktionsvorsitzende der Unabhängigkeitspartei |
| Róbert Marshall               | Björt framtíð         | 2013–2015 Fraktionsvorsitzender der Björt framtíð |
| Sigmundur Davíð Gunnlaugsson  | Fortschrittspartei    | Parteivorsitzender der Fortschrittspartei 2009–2016, 2013–2016 Premierminister |
| Sigríður Ingibjörg Ingadóttir | Allianz               | |
| Sigrún Magnúsdóttir           | Fortschrittspartei    | 2013–2015 Fraktionsvorsitzende der Fortschrittspartei, seit 31. Dezember 2014 Umweltministerin                                                                                              |
| Sigurður Ingi Jóhannsson      | Fortschrittspartei    | Parteivorsitzender der Fortschrittspartei seit 2. Oktober 2016, Minister für Umwelt (bis 31. Dezember 2014), Fischerei und Landwirtschaft (bis April 2016), seit April 2016 Premierminister |
| Silja Dögg Gunnarsdóttir      | Fortschrittspartei    | |
| Steingrímur J. Sigfússon      | Links-Grüne Bewegung  | |
| Svandís Svavarsdóttir         | Links-Grüne Bewegung  | Fraktionsvorsitzende der Links-Grünen Bewegung |
| Unnur Brá Konráðsdóttir       | Unabhängigkeitspartei | |
| Valgerður Bjarnadóttir        | Allianz               | |
| Valgerður Gunnarsdóttir       | Unabhängigkeitspartei | |
| Vigdís Hauksdóttir            | Fortschrittspartei    | |
| Vilhjálmur Árnason            | Unabhängigkeitspartei | |
| Vilhjálmur Bjarnason          | Unabhängigkeitspartei | |
| Willum Þór Þórsson            | Fortschrittspartei    | |
| Þorsteinn Sæmundsson          | Fortschrittspartei    | |
| Þórunn Egilsdóttir            | Fortschrittspartei    | Fraktionsvorsitzende der Fortschrittspartei 2015 |
| Ögmundur Jónasson             | Links-Grüne Bewegung  | |
| Össur Skarphéðinsson          | Allianz               | |